# Read My Lips (Jimmy Somerville)
Read My Lips è il primo album da solista del cantante britannico Jimmy Somerville, pubblicato dall'etichetta discografica London nel 1989.
L'album è disponibile su long playing, musicassetta e compact disc. Il lavoro vede l'interprete anche in veste di autore dei brani, fatta eccezione per i primi due, che sono altrettante cover.
Dal disco vengono tratti i singoli Comment te dire adieu, You Make Me Feel (Mighty Real) e Read My Lips (Enough Is Enough).

## Tracce

### Lato A
1. Comment te dire adieu
2. You Make Me Feel (Mighty Real)
3. Perfect Day
4. Heaven Here on Earth (With Your Love)
5. Don't Know What to Do (Without You)

### Lato B
1. Read My Lips (Enough Is Enough)
2. My Heart Is in Your Hands
3. Control
4. And You Never Thought That This Could Happen to You
5. Rain